# Villa Gobernador Gálvez
Villa Gobernador Gálvez es una ciudad del sur de la provincia de Santa Fe, Argentina, que conforma el Gran Rosario. Se encuentra ubicada en la margen derecha del río Paraná, 10 km al sur del microcentro de la ciudad de Rosario, de la cual está separada por el arroyo Saladillo. En población es la segunda localidad del conurbano rosarino y la cuarta de la provincia. Se halla a 180 km de la capital provincial Santa Fe.

## Historia
Entre los inmigrantes que llegaron a la Argentina provenientes de países europeos estaba el ingeniero Enrico Mosconi, nacido en Milán en 1843. Llegó a Argentina en 1873, radicándose en Buenos Aires y al año siguiente contrajo matrimonio con Juana María Canavery, de 16 años, hija de una antigua familia porteña.
Mosconi, vinculado por lazos de amistad con el doctor José Gálvez, nombrado gobernador de la provincia de Santa Fe en 1886, fue contratado para el trazado de los primeros ferrocarriles que correrían por la misma y los que la unirían con la ciudad de Mendoza, domiciliándose durante este período en la ciudad de Rosario.
Mosconi adquirió terrenos en el sur de Rosario a F. Giannantonio y otros el 2 de agosto de 1888. A comienzos de ese año la inmigración crecía a raudales en la región, en especial italianos y españoles; Mosconi tuvo la idea de crear un pueblo y lo concretó mediante una nota que envió al gobernador, que autorizó la fundación el 25 de febrero de 1888. El nombre de Villa Gobernador Gálvez se atribuye a la gran amistad que unía al fundador con el gobernador. El 12 de agosto de 1891 se aprobó la creación de una comisión de fomento en el lugar.
Villa Gobernador Gálvez pasó a la categoría de ciudad el 12 de abril de 1962, mediante decreto provincial n.º 03925, siendo gobernador Carlos Sylvestre Begnis, calculándose la población por esas fechas en 18 000 habitantes. La elevación a ciudad llevó a la modificación de la estructura del gobierno de Villa Gobernador Gálvez, que pasó a ser de presidente de Comisión de Fomento a la conformación de un departamento ejecutivo encabezada por un intendente y un cuerpo colegiado deliberativo. En esa fecha ocupaba la titularidad de la comuna el señor Sebastián Andreu y continuó en el cargo como «comisionado municipal». En el año 1966, se nombró por decreto n.º 03557/66 el primer intendente de la ciudad, el mismo Andreu, quien asumió el 31 de octubre, prestando juramento ante el subsecretario de Gobierno, Justicia y Culto de la provincia.
En los últimos años se ha observado una transformación general en su infraestructura. Se fundaron dos importantes cooperativas: la de Energía Eléctrica y la de Teléfonos. Cuenta con una zona industrial, y una segunda en desarrollo. Tiene una gran actividad industrial: los talleres ferroviarios del Nuevo Central Argentino (NCA), empresas metalúrgicas, frigoríficos, carroceras de micros (Metalsur, Troyano y Saldivia), una gran fábrica de helados (antiguamente La Montevideana, hoy Helados Panda), industrias químicas, fábricas de acoplados (como la legendaria Montenegro), fábrica de cristales para autobuses (Flexiglas), y una empresa procesadora de yerba mate (Cachamai). Es sede de empresas de nivel nacional e internacional, como Unilever de Argentina, Swift, Sugarosa, Paladini y Cargill. Se destaca una gran actividad comercial.[cita requerida]
Gracias a la gran cantidad de industrias dedicadas a la producción de carne vacuna que supo tener la ciudad (hoy extintas o absorbidas por las más grandes), en 2010 fue declarada por ley provincial «Capital provincial de la industria frigorífica».

## Geografía

### Ubicación
La ciudad de Villa Gobernador Gálvez se encuentra ubicada en el departamento Rosario. La separa de la ciudad de Rosario el arroyo Saladillo, habiéndose convertido en el transcurso de los últimos años en una conurbación de aquella. Tiene aproximadamente 31 km².
Limita al este con el río Paraná, al sur con la vecina localidad de Alvear, al norte con el arroyo Saladillo y con Rosario y al oeste con la ruta 178.

### Población
Según el último censo nacional realizado en 2022, la población contaba con 92.137 habitantes, frente a los 80.769 del censo anterior en 2010. La proyección señala una población estimada de 88.208 habitantes al 1 de julio de 2020.
Actualmente cuenta con más de 20 barrios. Algunos barrios son Villa Diego, Coronel Aguirre, Pueblo Nuevo, Talleres y Alto Verde.

### Clima
Pertenece a la isla de calor del Gran Rosario, con un clima artificial, alejado del clima externo (el histórico) a este oasis artificial.
Es propicio para las actividades agropecuarias; la temperatura es en general benigna, pues su media oscila en los 15 °C. Las lluvias se dan a lo largo de todo el año, menos en la época invernal, con algunas heladas. También influencian en la zona los vientos Sudestada, húmedo; Norte, cálido; Pampero, frío y seco, propios de la pampa húmeda.
Su clima es húmedo y templado en la mayor parte del año. Se lo clasifica como clima templado pampeano, es decir que las cuatro estaciones están medianamente definidas.
Hay una temporada calurosa desde octubre a abril (de 18 °C a 36 °C) y una fría entre principios de junio y la primera mitad de agosto (con mínimas en promedio de 5 °C y máximas promedio de 16 °C), oscilando las temperaturas promedio anuales entre los 10 °C (mínima), y los 23 °C (máxima). Llueve más en verano que en invierno, con un volumen de precipitaciones total de entre 800 y 1300 mm al año (según el hemiciclo climático: húmedo "1870 a 1920" y "1973 a 2020"; seco "1920" a 1973").
Casi no existen fenómenos climáticos extremos en Villa Gobernador Gálvez: vientos extremos, nieve, hidrometeoros severos. La nieve es un fenómeno excepcional; la última nevada fue en 1973 y la penúltima en 1918, aunque el 9 de julio de 2007, nevó en la localidad. 
Un riesgo factible son los tornados y tormentas severas, con un pico de frecuencia entre octubre y marzo. Estos fenómenos se generan por los encuentros de una masa húmeda y cálida del norte del país y una fría y seca del sector sur argentino.
Humedad relativa promedio anual: 76 %

## Nómina de intendentes
En 1962 fue designado por decreto Sebastián Andreu y continuó en el cargo como comisionado municipal. En 1966 se nombró por decreto N.º 3557 al primer Intendente de la ciudad en la persona de Andreu, quien asumió el 31 de octubre de 1966, prestando juramento ante el Subsecretario de Gobierno, Justicia y Culto de la Provincia de Santa Fe.
Fue reemplazado en su cargo por Mauricio Luis Filippini hasta las elecciones celebradas en 1973. Desde esa fecha hasta la actualidad los responsables de la administración municipal han sido los siguientes:
| Desde                   | Hasta                   | Intendente                                                                 |
| ----------------------- | ----------------------- | -------------------------------------------------------------------------- |
| 25 de mayo de 1973      | 24 de marzo de 1976     | Santos Mauro (electo por Partido Justicialista)                            |
| 24 de marzo de 1976     | 15 de agosto de 1976    | Tte.Cnl. Antonio Luis Zampieri (designado por Junta Militar)               |
| 15 de agosto de 1976    | 4 de marzo de 1983      | Tte.Cnl. Darío Dardo Rocha (designado por Junta Militar)                   |
| 4 de marzo de 1983      | 10 de diciembre de 1983 | René Adolfo Arpini (designado por Junta Militar)                           |
| 10 de diciembre de 1983 | 10 de diciembre de 1987 | Marino Bruno (electo por Partido Justicialista)                            |
| 10 de diciembre de 1987 | 10 de diciembre de 1991 | Santos Mauro (electo por Partido Justicialista)                            |
| 10 de diciembre de 1991 | 10 de diciembre de 2003 | Pedro Jorge González (electo por Partido Justicialista: 1991, 1995 y 1999) |
| 10 de diciembre de 2003 | 10 de diciembre de 2007 | Graciela Beatriz Bonomelli (electa por Partido Justicialista)              |
| 10 de diciembre de 2007 | 10 de diciembre de 2011 | Jorge Andrés Murabito (electo por Frente Progresista, Cívico y Social)     |
| 10 de diciembre de 2011 | 10 de diciembre de 2015 | Pedro Jorge González (electo por Frente para la Victoria)                  |
| 10 de diciembre de 2015 | Presente                | Alberto Ricci (electo por Frente Progresista Cívico y Social)              |

## Medios de comunicación
Radios FM
- Radio Estilo 91.7
- Radio Regional 102.9
- Frecuencia Impacto FM 95.3
- FM 104.3 (religiosa)
- FM 100.9
- FM 106.5

Periódicos
- Informa2
- Desarrollo Zonal
- VGG Noticias
- conectamasradio.com.ar (FM 87.7)

## Deporte
La ciudad cuenta con varios clubes donde se realizan diversas actividades deportivas:
- Club Talleres Rosario Puerto Belgrano
- Polideportivo Municipal
- Club Polideportivo Gomara
- Club Coronel Aguirre. Club donde se inició deportivamente Ezequiel Lavezzi
- Club social y deportivo internacional
- Parque Regional Municipal
- Centro Cultural Atlético y deportivo Villa Gobernador Gálvez (Ex Paladini)
- Villa Gobernador Gálvez Rugby Club
- Villa Gobernador Gálvez Futball Club